# Hermann Löhlein

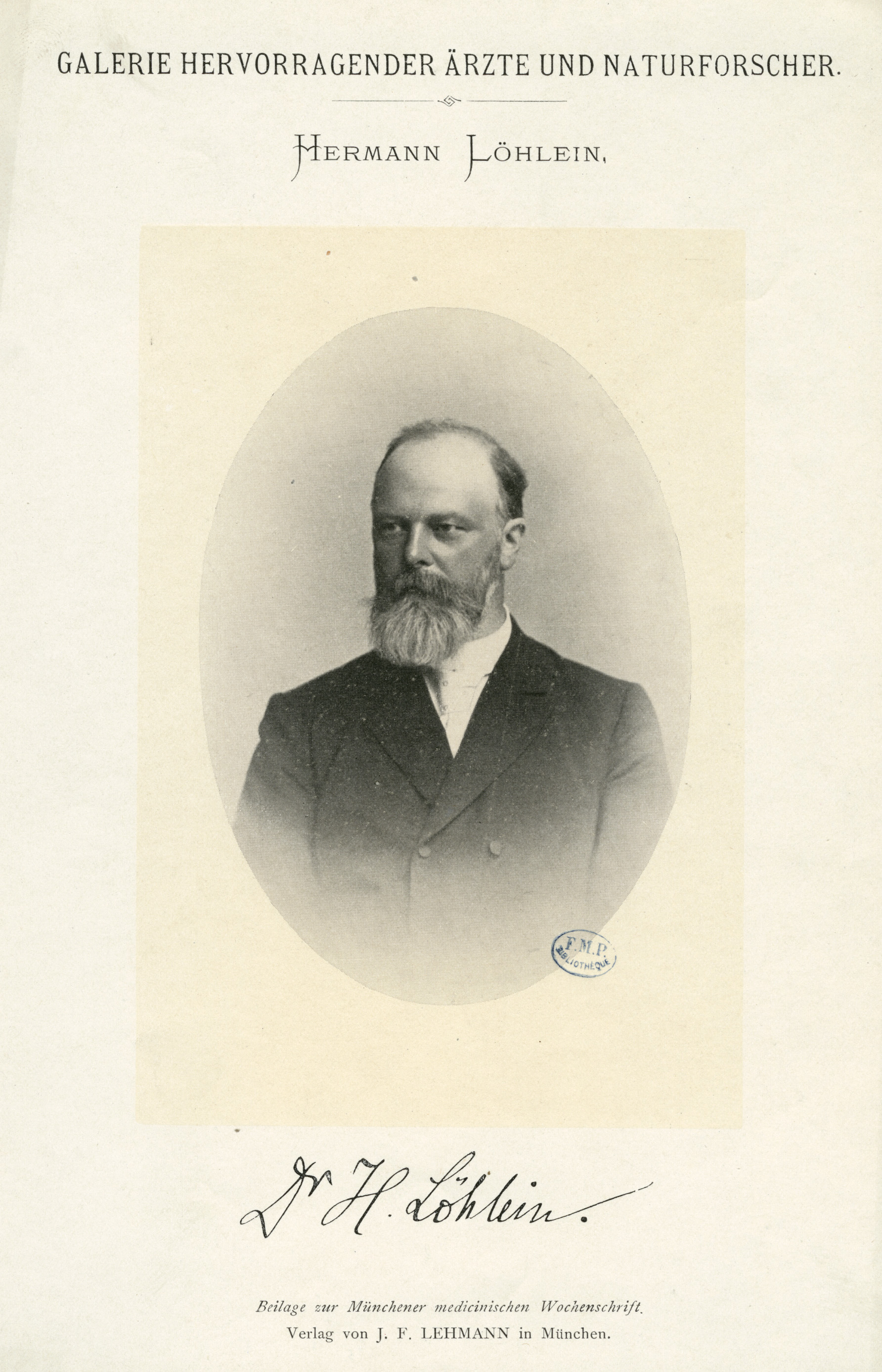
Hermann Löhlein

Christian Adolf Hermann Löhlein (* 26. Mai 1847 in Coburg; † 25. November 1901 in Gießen) war ein deutscher Gynäkologe.

## Leben
Hermann Löhlein wurde als zweites Kind des Kaufmanns Ernst Löhlein und dessen Ehefrau Sophie Wilhelmine geb. Grünewald in Coburg geboren. Löhlein besuchte das Gymnasium Casimirianum Coburg und wurde an Ostern 1866 mit dem Zeugnis der Reife entlassen. Löhlein studierte ab 1866 Medizin in Jena und wechselte nach drei Semestern nach Berlin. Am 15. Juli 1870 wurde er mit der Arbeit „Über die Kunsthülfe bei der durch allgemeine Beckenenge erschwerten Geburt“ promoviert. Am 1. Oktober 1871 trat er eine Assistentenstelle bei Eduard Arnold Martin, dem Direktor der geburtshilflichen Klinik der Charité an. Von 1873 bis 1875 war er Sekundärarzt. 1875 habilitierte sich Löhlein mit einer Schrift zum Thema „Über das Verhalten des Herzens bei Schwangeren und Wöchnerinnen“. Von 1875 bis 1888 war er Privatdozent für Geburtshilfe und Gynäkologie an der Friedrich-Wilhelms-Universität Berlin. Bereits 1876 wurde Löhlein in den Vorstand der Berliner Gynäkologischen Gesellschaft gewählt. Er hielt in Berlin nicht nur Vorlesungen, sondern unterbreitete Operationsübungen und hielt gynäkologische Kurse für Ärzte und Studierende.
Ab 1888 war er Lehrstuhlinhaber und ordentlicher Professor an der Hessischen Ludwigs-Universität Gießen. Von 1888 bis zu seinem Tod war er Direktor der Universitäts-Frauenklinik. In den Jahren 1891 und 1900 war Löhlein Dekan der Medizinischen Fakultät und 1898 Rektor der Universität Gießen.
Von 1890 bis 1898 gab er die Zeitschrift „Gynäkologischen Tagesfragen“ heraus. Darin wurden Beiträge über alltägliche Probleme der Gynäkologie und der Geburtshilfe behandelt.
Am 28. November 1901 verstarb Hermann Löhlein und wurde auf dem Alten Friedhof in Gießen begraben. 
Löhlein war in erster Ehe mit Emma Kossmann (1852–1884) verheiratet. Aus der Ehe sind u. a. die Söhne Konrad Löhlein (1876–1936), Max Löhlein (1877–1921) und Walther Löhlein hervorgegangen. In zweiter Ehe war er mit Klara Löhlein verheiratet. Aus dieser Ehe ist die Tochter Emmy (* 1888) hervorgegangen. Konrad Löhlein studierte und promovierte in Jura und hatte verschiedene Funktionen im hessischen Staatsdienst inne. Max Löhlein war Ordinarius für Anatomie in Marburg. Walther Löhlein war Ordinarius für Augenheilkunde in Berlin und u. a. Augenarzt von Adolf Hitler.

## Ehrungen
- 1897: Verleihung des Titels eines Geheimen Medizinalrats
- 25. November 1903: Enthüllung einer von Bildhauer Ludwig Brunow geschaffene Büste in der Universitäts-Frauenklinik

## Schriften (Auswahl)
- Über die Kunsthülfe bei der durch allgemeine Beckenenge erschwerten Geburt. Inaugural-Dissertation, Schade: Berlin 1870.
- Über das Verhalten des Herzens bei Schwangern und Wöchnerinnen. Nach Beobachtungen in der geburtshülflichen Klinik der Berliner Universität, Enke: Stuttgart 1876.

## Sekundärliteratur
- Ralph Krauss: Christian Adolf Hermann Löhlein. Direktor der Giessener Frauenklinik von 1888–1901 (= Arbeiten zur Geschichte der Medizin in Gießen, Band 12), Schmitz: Gießen 1990.
- K.E. Laubenburg: Hermann Löhlein, in: MMW, 48. Jg., Nr. 52, 1901, S. 2114–2116.
- Julius Pagel: Biographisches Lexikon hervorragender Ärzte des neunzehnten Jahrhunderts. Berlin, Wien 1901, Sp. 1035 f. (online).